# Sotkettama
Sotkettama är en ganska stor ö i Päijännesjö i Finland. Den ligger i sjön Päijänne och i kommunen Sysmä i Sysmä kommun i den ekonomiska regionen  Lahtis  och landskapet Päijänne-Tavastland, i den södra delen av landet, 150 km norr om huvudstaden Helsingfors. Öns area är 84,8 hektar och dess största längd är 1,5 kilometer i sydöst-nordvästlig riktning.